# La Resolana, Acatic
La Resolana är en ort i Mexiko.   Den ligger i kommunen Acatic och delstaten Jalisco, i den centrala delen av landet, 400 km väster om huvudstaden Mexico City. La Resolana ligger 1 723 meter över havet och antalet invånare är 218.
Terrängen runt La Resolana är platt åt sydost, men åt nordväst är den kuperad. Runt La Resolana är det ganska tätbefolkat, med 86 invånare per kvadratkilometer. Närmaste större samhälle är Tepatitlán de Morelos, 18,8 km öster om La Resolana. I omgivningarna runt La Resolana växer huvudsakligen savannskog.